# آلفين وايت
آلفين وايت (بالإنجليزية: Alvin Wyatt)‏ هو لاعب كرة قدم أمريكية أمريكي، ولد في 13 ديسمبر 1947 في جاكسونفيل في الولايات المتحدة.

## وصلات خارجية
- آلفين وايت على موقع مرجع كرة القدم المحترفة.كوم (الإنجليزية)